# René Basset (photographe)
Pour les articles homonymes, voir René Basset et Basset.
René Basset, né à Lyon le 7 octobre 1919 et mort le 12 octobre 2021 dans la même ville, est un photographe français , lauréat du prix Niépce en 1958.

## Biographie
René Basset est un photographe proche du mouvement humaniste, très attentif aux sujets de la nature : jardins, paysages, hommes.
Il fut initié à la photographie dès 1932 par Édouard Bron, beau-père de Antoine Demilly.
Il fut particulièrement actif à Lyon, sa ville d'origine : création d'un studio en 1949, membre fondateur du groupe Forme et Lumière et du groupe Forum.
René Basset est le doyen d'âge des lauréats du Prix Niépce.

## Collections
- Château d'eau de Toulouse
- Bibliothèque municipale de Lyon

## Expositions  (partielle)
- 1994 : Rétrospective, Bibliothèque municipale de Lyon
- 2000 : Transparences, La Ricamarie
- 2000 : Photogravure, la photo comme estampe, Villeurbanne
- 2000 : Exposition personnelle à la galerie La Capitale, Paris
- 2001 : Figures, Francheville
- 2002 : expositions à Lyon, Lacoux, Oyonnax, Cuisery…
- 2005 : Musée du Revermont, Treffort-Cuisiat
- 2006, 2007 et 2009 : galerie La Capitale, Paris
- 2013 : Lyon Nostalgie du 31/05/2013 au 09/06/2013 à Saint-Cyr-au-Mont-d'Or